# Шолохова Олександра Сергіївна
Шолохова Олександра Сергіївна (нар. 12 січня 2001, Запоріжжя) - українська каратистка, майстер спорту України міжнародного класу, представниця клубу “Concordia” із Запоріжжя.

## Життєпис
Олександра почала займатися карате у віці 14 років. Тренером Олександри є Анатолій Михайленко, засновник і керівник клубу “Concordia” та президент Запорізької обласної федерації карате. Під його керівництвом спортсменка досягла значних успіхів на міжнародній арені.  
У січні 2023 року Олександра здобула золоту медаль на першому етапі Прем’єр Ліги WKF у Каїрі, Єгипет, перемігши у фіналі місцеву спортсменку Нурсін Алі з рахунком 1:0. Це була її перша медаль на змаганнях такого рівня.  
У червні 2024 року Шолохова виборола бронзову нагороду на четвертому етапі Прем’єр Ліги WKF у Касабланці, Марокко. Після успішних виступів на груповому етапі та чвертьфіналі, вона здолала суперницю з Бельгії Марьям Аджарай у поєдинку за третє місце з рахунком 7:5.  
Олександра Шолохова продовжує активно тренуватися та представляти Україну на міжнародних турнірах, зміцнюючи позиції українського карате на світовій арені.

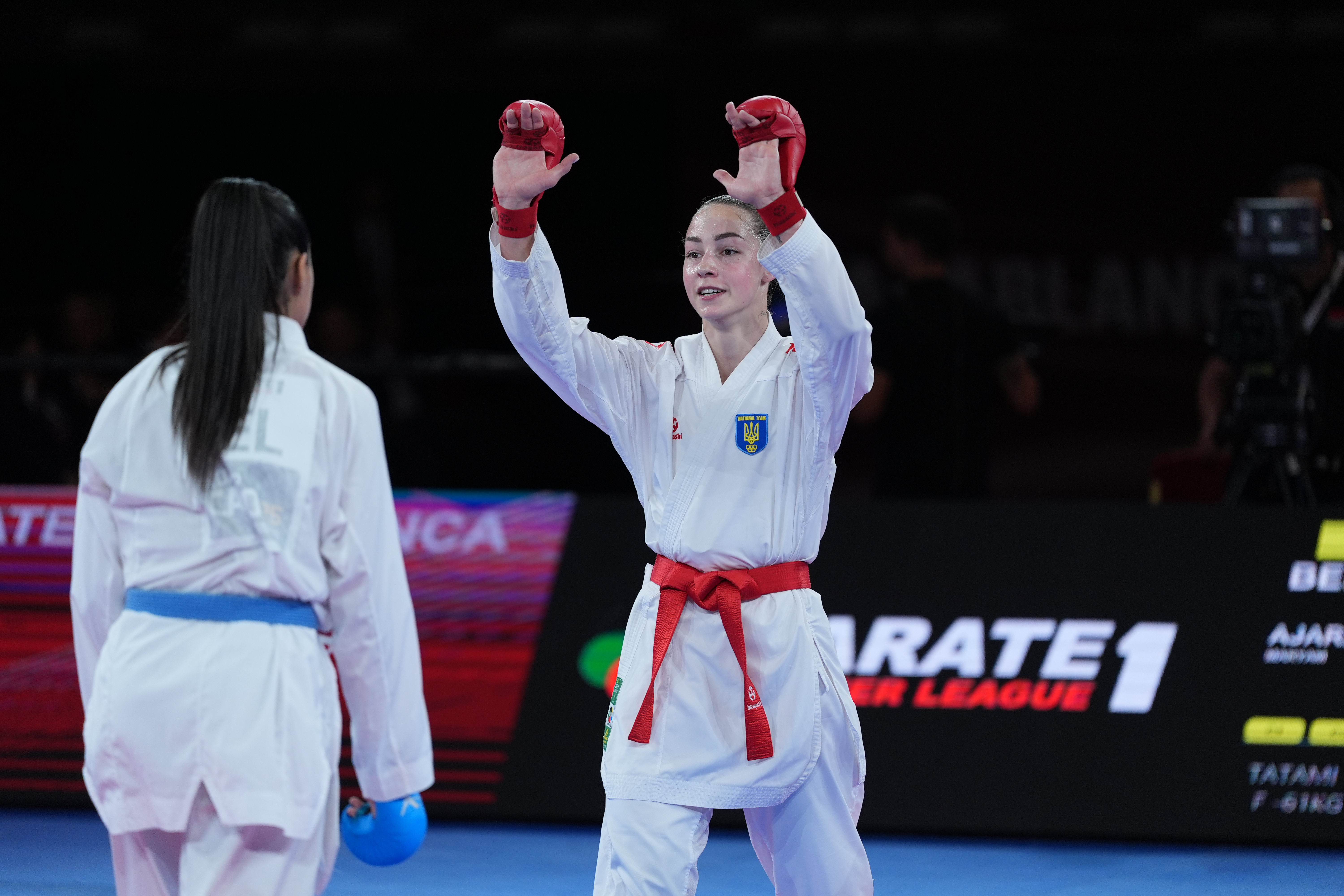
Перемога Олександри в Касабланці 2024

## Досягнення
- Чемпіонка турнірів серії «Карате 1 Прем'єр-Ліга» (1): Каїр (2023)
- Чемпіонка турнірів серії «Карате 1 Серія А» (1): Каїр (2022)
- Бронзова призерка турнірів серій
  - «Карате 1 Прем'єр-Ліга» (1): Касабланка (2024).
  - «Карате 1 Серія А» (1): Памлона (2021).
- Неодноразова чемпіонка України в особистому куміте.